# Professor Kumulus
Professor Kumulus is een stripfiguur uit de stripreeks Piet Pienter en Bert Bibber gemaakt door de Belgische tekenaar en scenarist Pom.

## Omschrijving
Hij is een briljant geleerde die regelmatig nieuwe uitvindingen doet. Hoewel hij met deze uitvindingen steeds een nobel doel voor ogen heeft, komen zijn uitvindingen door toedoen van de loslippige Bert Bibber of de opdringerige journalist Theo Flitser steeds in handen van louche karakters. Iedereen moet dan de handen in elkaar slaan om alles tot een goed einde te brengen. Kumulus wordt in het huishouden bijgestaan door zijn meid Stanske.

## Uitvindingen
Professor Kumulus heeft een hele reeks uitvindingen op zijn naam staan:
(Geen volledige lijst)
- Water omzetten in benzine, zie album De Kumulusformule.
- Een toestel dat de zwaartekracht uitschakelt, zodat het bepaalde voorwerp kan zweven, zie album De anti-zwaartekracht-generator.
- Een tijdmachine, zie album De tijdmachine.
- Metaal veranderen in goud, zie album Straalgoud.
- Een middel dat het mogelijk maakt om dwars doorheen de muren te lopen, zie album Polarisatie-preparaat XX.

## Trivia
- Professor Kumulus had een cameo in het album Paniek in Stripland door Tom Bouden.
- Hij kwam ook voor in de oorspronkelijke versie van het Kiekeboealbum De snor van Kiekeboe als een van de bekende snordragende stripfiguren die protesteert tegen Kiekeboe's verkiezing als "Snor van het Jaar".
- Het Maastrichtse (amateur)kunstencentrum Kumulus is genoemd naar prof. Kumulus.